# Brandschutzehrenzeichen (Thüringen)

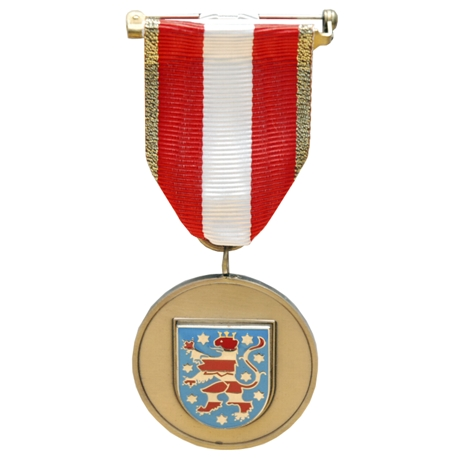
Brandschutzmedaille am Bande

Das Brandschutzehrenzeichen ist eine Auszeichnung des Freistaates Thüringen, die an Mitglieder der Feuerwehr in fünf Stufen verliehen werden kann. Es dient seit 1992 zur Anerkennung und Würdigung von Verdiensten um den Brandschutz des Landes.
Das Brandschutzehrenzeichen als Steckkreuz wird vom Ministerpräsidenten, das Brandschutzehrenzeichen am Bande und die Brandschutzmedaille in seinem Namen vom Innenminister verliehen. Die Verleihung beinhaltet eine Urkunde.

## Stufen
| Stufe                                            | Bandschnalle | Tragweise               | Verleihungsgrund                                                            |
| ------------------------------------------------ | ------------ | ----------------------- | --------------------------------------------------------------------------- |
| Brandschutzmedaille am Bande                     |              | linke Brust, am Bande   | 10 Jahre Treuer Dienst oder für Verdienste um den Brandschutz               |
| Silbernes Brandschutzehrenzeichen am Bande       |              | linke Brust, am Bande   | 25 Jahre Treuer Dienst oder für besondere Verdienste um den Brandschutz     |
| Goldenes Brandschutzehrenzeichen am Bande        |              | linke Brust, am Bande   | 40 Jahre Treuer Dienst oder für hervorragende Verdienste um den Brandschutz |
| Silbernes Brandschutzehrenzeichen als Steckkreuz |              | linke Brust, Steckkreuz | Besondere Verdienste um den Brandschutz                                     |
| Goldenes Brandschutzehrenzeichen als Steckkreuz  |              | linke Brust, Steckkreuz | Mutiges Verhalten im Einsatz unter Lebensgefahr                             |

Die Stufen 2–4 können für besonders mutiges und entschlossenes Verhalten im Einsatz verliehen werden.

## Ausführungen
Die bronzene Brandschutzmedaille zeigt auf der Vorderseite das Landeswappen. Es wird am rot-weiß-roten Bande getragen.

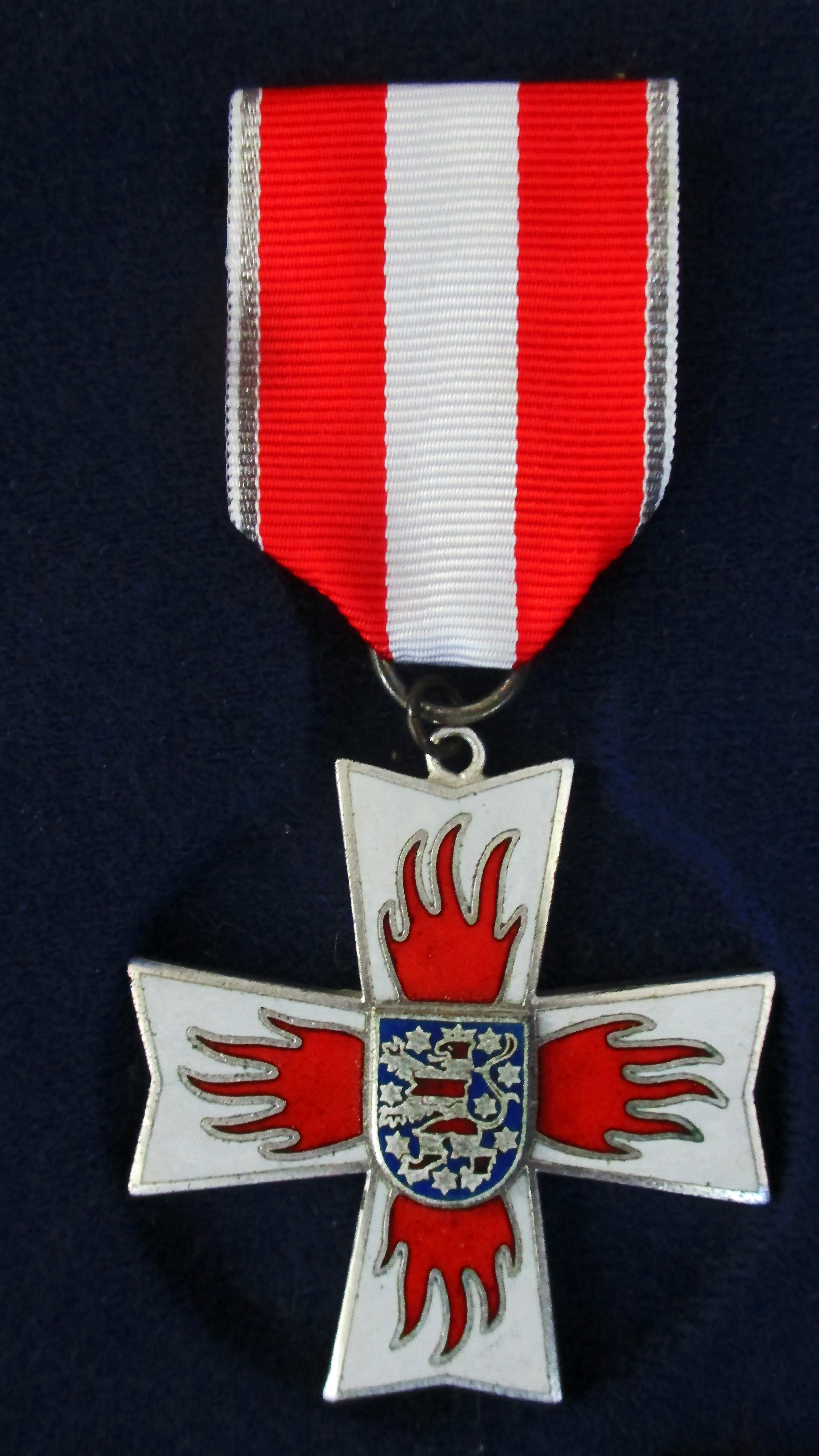
Silbernes Brandschutz-Ehrenzeichen am Bande von 1992

Das Brandschutzehrenzeichen am Bande besteht aus einem gleichschenkeligen Emaillekreuz und zeigt ein Flammenkreuz auf rotem Grund. In der Mitte befindet sich das Landeswappen. Auch das Ehrenzeichen wird  am rot-weiß-roten Bande getragen. Das Flammenkreuz sowie die Einfassung des Kreuzes und des Bandes sind entsprechend der Stufe in Silber oder Gold gehalten.
Beim Steckkreuz verbindet ein silbern beziehungsweise golden geprägter Kranz aus Eichenlaub die einzelnen Schenkel.
Die Rückseite des Brandschutzehrenzeichens sowie die Rückseite der Brandschutzmedaille tragen die Inschrift: „Für Verdienste im Brandschutz“.